# Taizo Kawamoto
Taizo Kawamoto, född 17 januari 1914 i Aichi prefektur, Japan, död 20 september 1985, var en japansk fotbollsspelare.